# 根室站
根室站（日语：／ Nemuro eki */?）是位於北海道根室市光和町，屬於北海道旅客鐵道根室本線（花咲線）的鐵路車站。電報略號為。此站為根室本線的終點站，位於根室市的市中心，亦是現時日本最東端車站。站名源自於阿伊努語的「ni-mu-oro」（樹木繁茂的地方）或「mem-oro-pet/」（在有泉水的地方的河流），與芽室車站同源。

## 歷史
本站在1929年至1959年為根室拓殖鐵道的齒舞車站，而1961年（昭和36年）以後則將此名稱讓給新設的東根室車站。2024年12月東根室車站關閉後，根室車站重新奪回「日本最東車站」的頭銜。
- 1921年8月5日：以國有鐵道車站開始營業。為一般車站，並設置濱釧路車庫根室停泊所。
- 1934年8月12日：車站在東北面設置貨物支線，目的地是位於根室港旁的根室港車站。
- 1951年4月1日：設置釧路客貨車區根室分區。
- 1959年8月3日：改建站房。
- 1965年10月1日：廢除與根室港車站的貨物支線。
- 1973年10月18日：設立貨櫃基地。
- 1984年2月1日：廢除貨櫃及貨車貨物處理。
- 1986年11月1日：廢除行李處理。
- 1987年4月1日：國鐵分割民營化後，由JR北海道繼承。
- 2004年：開始販賣車站便當。
- 2015年：

- 3月31日：車站租車停止在車站的出租服務。
- 9月30日：Kiosk停業。

- 2024年12月13日：JR北海道宣布東根室站將隨著2025年3月列車時刻表的改點而被廢站，因此根室站在2025年3月15日後將再度成為日本最東端的車站[3][4][5]。
- 2025年2月27日：JR北海道宣布停用站內的自動售票機，改在售票櫃台及列車內發售車票[6]。

## 車站構造
本站為擁有1面1線側式月台的車站。月台北面為站房，而南面為側線。本站為配置職員車站。車站開放時間為05時30分至00時10分。站內設有綠窗口（營業時間05時30分～17時00分。由於車站租車於2015年（平成27年）3月30日停止在車站的服務，因此不會再有車輛停擺在車站旁供出租之用，而必須向在根室市營運的豐田租車出租汽車。

## 車站週邊
此站為根室市的代表車站。附近擁有大部份公共及其他設施。

### 公共設施
- 根室振興局廳舍 （页面存档备份，存于）
- 根室市役所
- 根室郵政局（併設日本郵政根室分店）
- 根室大正郵政局
- 大地未來信用金庫總店、車站前分店
- 北洋銀行根室分店
- 北海道銀行根室分店
- 道東朝日農業協同組合（JA道東朝日）根室分所
- 根室漁業協同組合
- 根室市觀光資訊中心
- 根室合同廳舍（税務署、檢察廳、測候所等等）
- 公共職業安定所（ハローワーク根室）
- 北海道警察根室警察署
- 根室簡易裁判所
- 根室市公民館
- 根室市暖水池
- 根室市立醫院
- 根室保健所
- 根室市圖書館
- 根室消防署
- 日本郵政公社根室大正局
- 根室市北斗小學
- 根室市柏陵中學

### 商業設施
- AEON根室店（前Posful（ポスフール）根室店）
- Big Liquy（ビックリッキー）根室店（前M Pocket（エムポケット））
- 鶴羽藥妝（ツルハドラッグ）根室店
- 札幌藥妝（サッポロドラッグストア）根室店
- Marché de Kitchen（マルシェ・デ・キッチン）根室大正店
- Curie（クリエ；超級市場）
- Kanekaichi鈴木商店（カネカイチ鈴木商店）「根室海鮮市場」
- 鈴木（；禮品店）
- CO-OP札幌根室店

### 住宿設施
- 根室大酒店 （页面存档备份，存于）
- 新根室酒店（ホテルニューねむろ）
- 東海港酒店
- 業務酒店三洋館（ビジネスホテル三洋館）
- 根室酒店海陽亭 （页面存档备份，存于）（舊大野屋旅館）

### 其他
- 國道44號
- 北海道道312號根室停車場線
- 根室漁港
- 常磐台公園（ときわ台公園）
- 明治公園
- 牧之內水壩
- 納沙布岬（搭乘巴士約30分鐘車程）

## 巴士路線
在根室市觀光訊息中心一樓的根室車站前巴士總站停靠及起行。
- 根室交通、北都交通
  - 「極光號」札幌車站前（全日空札幌分店前）方向
- 根室交通、釧路巴士
  - 「特急根室號」釧路車站前方向
- 根室交通
  - 中標津機場方向
  - 納沙布岬方向
  - 厚床車站方向
  - 花咲港方向
  - 市內線、公住線、西濱線

## 相鄰車站
北海道旅客鐵道（JR北海道）
根室本線（花咲線）
快速「花咲」（往釧路）
厚床 ← 根室
快速「納沙布」
落石 → 根室
快速「花咲」（此站終着）、普通
西和田－根室

## 外部連結
- （日語）JR北海道 – 根室車站 （页面存档备份，存于）
- （日語）根室車站 （页面存档备份，存于）
- （日語）全驛參觀之旅 （页面存档备份，存于）